# パヴッロ・ネル・フリニャーノ
パヴッロ・ネル・フリニャーノ（伊: Pavullo nel Frignano）は、イタリア共和国エミリア＝ロマーニャ州モデナ県にある、人口約18,000人の基礎自治体（コムーネ）。

## 地理

### 位置・広がり

#### 隣接コムーネ
隣接するコムーネは以下の通り。
- グイーリア
- ラーマ・モコーニョ
- マラーノ・スル・パーナロ
- モンテクレート
- モンテーゼ
- ポリナーゴ
- セッラマッツォーニ
- セストラ
- ゾッカ

### 気候分類・地震分類
パヴッロ・ネル・フリニャーノにおけるイタリアの気候分類 (it) および度日は、zona F, 3348 GGである。
また、イタリアの地震リスク階級 (it) では、zona 3 (sismicità bassa) に分類される。

## 行政

### 分離集落
パヴッロ・ネル・フリニャーノには、以下の分離集落（フラツィオーネ）がある。
- Benedello, Camatta, Castagneto, Coscogno, Crocette, Frassineti, Gaiato, Iddiano, Miceno, Montebonello, Montecuccolo, Monteobizzo, Montorso, Monzone, Niviano, Olina, Querciagrossa, Renno, Sant'Antonio, Sassoguidano, Verica